# Ним, Филипп
Сэр Фи́лип Ним (англ. Philip Neame; 12 декабря 1888, Фавершам, Кент — 28 апреля 1978, Selling, Кент) — британский генерал-лейтенант, участник Первой и Второй мировых войн.

## Биография
Филипп Ним родился в 1888 году в городке Фэйвершем (графство Кент) на юго-востоке Англии. Получил образование в колледже Челтнема.
В 1908 году поступил на армейскую службу (в Корпус королевских инженеров). В начале Первой мировой войны служил в 15-й полевой роте Корпуса королевских инженеров, в составе которой участвовал в первой битве при Ипре в октябре 1914 года.
19 декабря 1914 года около деревни Нев-Шапель на севере Франции, недалеко от бельгийской границы подразделение Нима попало под немецкую бомбардировку, стоившую ему многих убитых и раненых. Лейтенант Ним в течение 45 минут, метая гранаты, сдерживал контратаку противника на британскую позицию в траншее до тех пор, пока оттуда солдатами Западно-Йоркширского полка не были эвакуированы все раненые. За этот подвиг он был награждён высшей военной наградой Великобритании — Крестом Виктории.
В феврале 1916 года Ним в звании майора был переведён в 168-ю пехотную бригаду 56-й (Лондонской) дивизии.
В 1920 году был назначен майором в Олдершотскую пехотную бригаду.
Филипп Ним был членом сборной Великобритании на Олимпийских играх 1924 года в Париже и завоевал чемпионский титул в стрельбе по «бегущему оленю» двойными выстрелами в командном первенстве.
С 1925 года Ним служил в Бенгальской инженерной группе, в Индии, в 1932—1933 годах — 1-м офицером штаба Вазиристанского района Индии, а с 1934 года — бригадным генералом при штабе Восточно-Индийского командования. В 1938 году Ним стал главой Королевской военной академии в Вулидже.
С начала Второй мировой войны (в 1939—1940 годы) Ним в звании генерал-лейтенанта был заместителем начальника штаба Британских экспедиционных сил во Франции. В 1940 году переведён в Северную Африку, став командиром расквартированной там 4-й индийской пехотной дивизии. Немногим позже находился в должности главнокомандующего британскими силами в Палестине и Трансиордании, затем — главнокомандующего на Кипре. В 1941 году стал командующим группой Западной пустыни в Египте, а после захвата войсками союзников Киренаики — её военным губернатором.
Наиболее боеспособные подразделения союзников находились в процессе переформирования или были выведены из Северной Африки для обороны Греции, и оставшиеся под командованием генерала Нима части, оказавшись неспособными противостоять наступлению немецкого Африканского корпуса Роммеля, начали отход обратно в Египет. При осуществлении отступления Филипп Ним вместе с 5 другими британскими генералами был взят в плен противником в районе Дерны.
Пленный военачальник был отправлен в Италию, где находился в заключении (вместе с генерал-лейтенантом Ричардом О’Коннором и маршалом авиации Оуэном Бойдом) до сентября 1943 года, когда Италия вышла из войны, и британским военнопленным удалось бежать, воспользовавшись смятением охраны.
В 1947 году генерал Ним вышел в отставку. С 1945 по 1953 год он был заместителем губернатора острова Гернси.
Филипп Ним умер в апреле 1978 года в графстве Кент в возрасте 89 лет.